# Rafelsberg
Koordinaten: 50° 57′ 11″ N, 7° 25′ 21″ O
Das Naturschutzgebiet Rafelsberg liegt auf dem Gebiet der Gemeinde Engelskirchen im Oberbergischen Kreis in Nordrhein-Westfalen.
Das Gebiet erstreckt sich südlich des Kernortes Engelskirchen und nordwestlich von Büddelhagen, einem Ortsteil der Stadt Wiehl.

## Bedeutung
Das etwa 46,2 ha große Gebiet wurde im Jahr 2005 unter der Schlüsselnummer GM-071 unter Naturschutz gestellt. Schutzziele sind der Erhalt und die Entwicklung der naturnahen Laubwälder und die Entwicklung der sphagnenreichen Quellvegetation.